# 第十七捕虜収容所
『第十七捕虜収容所』（だいじゅうななほりょしゅうようしょ、原題: Stalag 17）は、ドナルド・ビーヴァンとエドモンド・トルチンスキーによるブロードウェイの舞台劇を原作とする1953年のアメリカ映画。

## ストーリー
第二次世界大戦末期のドイツの第十七捕虜収容所の第4兵舎は、アメリカ人の下士官ばかりを収容していた。ある時、そこから2人の捕虜が脱走しようとするが待ち伏せしていたドイツ兵に射殺されてしまう。脱走を計画した捕虜たちは、「兵舎内に情報を漏らしているスパイがいるのではないか」と疑い出す。捕虜たちはドイツ兵の目を盗みながら手に入れたラジオで戦況を確認していく。そんな中、捕虜のクッキーは捕虜仲間のセフトンが行っている賭博や酒の売買、ロシア人女性捕虜の覗き見斡旋などの商売に協力していた。セフトンは商売の売り上げを元手にドイツ兵を買収して様々な嗜好品を手に入れており、捕虜仲間の脱走計画にも否定的で浮いた存在だったため、次第にスパイ疑惑をかけられていく。
クリスマスが迫っていたある日、輸送列車のトラブルにより将校のダンバー中尉が一時的処置として第十七捕虜収容所に収容される。彼は直前にドイツ軍の軍用列車を爆破した英雄として捕虜たちから歓迎されるが、将校昇進試験に落第した経験があるセフトンは彼に冷淡な態度をとり険悪な雰囲気を作ってしまう。そんな中、収容所長のシェルバッハはダンバーを列車爆破の容疑で拘束する。ダンバーの列車爆破の事実は第4兵舎の捕虜しか知らないため、捕虜たちはスパイがいることを確信し、彼と対立していたセフトンを疑う。さらにラジオが発見・没収されたことで捕虜たちの怒りが限界を越え、セフトンは彼らにリンチされる。翌日、セフトンは溜め込んだ嗜好品をドイツ軍のシュルツ軍曹に渡してスパイの正体を探ろうとするが拒否され、その現場を捕虜仲間に目撃されたため完全に信用を失ってしまう。
数日後、ジュネーヴから派遣された監察官が収容所を訪れ、捕虜たちはダンバーが不当逮捕されたと訴える。監察官はシェルバッハに抗議し、シェルバッハはダンバーの犯行を裏付ける証拠を見付けるようにスパイに指示する。クリスマス・イブの夜、空襲警報が鳴り響き捕虜たちは防空壕に避難するが、無人となった兵舎ではスパイのプライスがシュルツにダンバーの犯行を裏付ける証拠を提示する。しかし、兵舎内に隠れていたセフトンが密会現場を目撃しており、スパイの正体を知る。翌日、ダンバーが親衛隊に連行されると知った捕虜たちは、他の兵舎の捕虜たちと協力してダンバーを奪い返す。シェルバッハは収容所内を捜索するが、ダンバーは発見されなかった。
捕虜たちはダンバーを収容所から脱走させようと計画し、手引き役としてプライスが志願する。しかし、セフトンがプライスの正体を暴露したため彼は拘束され、代わりにセフトンが志願する。プライスは囮役として兵舎の外に放り出されてドイツ兵に射殺され、その隙にセフトンはダンバーを連れて収容所を脱走する。静けさが戻った兵舎では、クッキーがセフトンを想い『ジョニーが凱旋するとき』の口笛を吹いていた。

## キャスト
| 役名                 | 俳優                         | 日本語吹き替え                       | 日本語吹き替え                         | 日本語吹き替え                                 |
| 役名                 | 俳優                         | フジテレビ旧版                       | フジテレビ新版                         | PDDVD版                                        |
| -------------------- | ---------------------------- | ------------------------------------ | -------------------------------------- | ---------------------------------------------- |
| セフトン             | ウィリアム・ホールデン       | 近藤洋介                             | 玄田哲章                               | 桐本琢也                                       |
| ダンバー             | ドン・テイラー               | 田中信夫                             | 津田英三                               | 岐部公好                                       |
| シェルバッハ         | オットー・プレミンジャー     | 久松保夫                             | 加藤正之                               | 中村浩太郎                                     |
| アニマル             | ロバート・ストラウス         | 相模太郎                             | 島香裕                                 | 伴藤武                                         |
| ハリー               | ハーヴェイ・レンベック       | 近石真介                             | 千葉繁                                 | 中西陽介                                       |
| デューク             | ネヴィル・ブランド           |                                      | 石塚運昇                               | 大塚智則                                       |
| プライス             | ピーター・グレイブス         | 羽佐間道夫                           | 小島敏彦                               | 大黒和広                                       |
| シュルツ軍曹         | シグ・ルーマン               |                                      | 増岡弘                                 | 秋元羊介                                       |
| ホフィ               | リチャード・アードマン       | 村瀬正彦                             | 安田隆                                 | 横島亘                                         |
| ブロンディ           | ロバート・ショーティ         |                                      | 堀川亮                                 | 木下尚紀                                       |
| トリッツ             | エドマンド・トリツィンスキー |                                      |                                        | 織間雅之                                       |
| マルコ               | ウィリアム・ピアーソン       |                                      | 西川幾雄                               | 松平真之介                                     |
| バグラディアン       | ジェイ・ローレンス           |                                      | 小室正幸                               | 白川周作                                       |
| その他声の出演       | その他声の出演               |                                      | 田口昂 田原アルノ                      | 山内勉 小浅和大 井口泰之 安芸此葉 さわやまゆか |
| 日本語版制作スタッフ |                              |                                      |                                        |                                                |
| プロデューサー       | プロデューサー               |                                      |                                        | 椿淳 中條寛道                                  |
| 演出                 | 演出                         |                                      | 小林守夫                               | 松川陸                                         |
| 翻訳                 | 翻訳                         |                                      | 飯嶋永昭                               | 峯間貴子                                       |
| 調整                 | 調整                         |                                      | 丹波晴道                               | 堀井義文 （スタジオライズワン）                |
| 効果                 | 効果                         |                                      | 遠藤堯雄 桜井俊哉                      |                                                |
| 録音                 | 録音                         |                                      |                                        | 山口護 （スタジオライズワン）                  |
| 音響制作             | 音響制作                     |                                      |                                        | 小川高松 恵比須弘和 （ワラ・ワークス）         |
| 編集                 | 編集                         |                                      |                                        | 熊谷拓雄                                       |
| デザイン             | デザイン                     |                                      |                                        | 吉田和男 （カイ）                              |
| 制作担当             | 制作担当                     |                                      |                                        | 今泉佳世子 吉田真由美                          |
| 制作                 | 制作                         |                                      | 東北新社                               |                                                |
| 初回放送             | 初回放送                     | 1971年8月27日 『ゴールデン洋画劇場』 | 1987年12月12日 『名作映画劇場』 27:35- |                                                |

## スタッフ
- 監督・製作：ビリー・ワイルダー
- 原作：ドナルド・ビーヴァン、エドマンド・トルチンスキー
- 脚本：ビリー・ワイルダー、エドウィン・ブラム
- 撮影：アーネスト・ラズロ
- 特殊効果：ゴードン・ジェニングス
- 音楽：フランツ・ワックスマン
- 美術：ハル・ペレイラ、フランツ・バケーリン
- セット：サム・コマー、レイ・モイヤー
- 録音：ハロルド・ルイス、ジーン・ガーヴィン

## 主な受賞歴

### アカデミー賞
受賞
アカデミー主演男優賞:ウィリアム・ホールデン
ノミネート
アカデミー監督賞:ビリー・ワイルダー
アカデミー助演男優賞:ロバート・ストラウス(俳優)

## パロディ
本作にも出演しているピーター・グレイブスがのちに主演したTVシリーズ『スパイ大作戦』の第2シーズンエピソード『鉄条網とリンチ』は本作のオマージュになっている。舞台設定は（『スパイ大作戦』制作当時の）現代だが、舞台となる架空の国の刑務所は本作の捕虜収容所にそっくりで、囚人たちの間にスパイが紛れ込んでいるというプロットも同一である。本作ではその真犯人役だったピーター・グレイブスが、パロディ版では探偵役にまわり、真犯人を見抜いて告発する趣向になっている。
テリー・サバラス、ロジャー・ムーア主演のアクション映画『オフサイド7』でもナチスの捕虜収容所が登場、ウィリアム・ホールデンがワンカットだけ出演するパロディがある。セフトンさながらに葉巻をくわえながら「悪くないよここも。マッチある？」とそれらしいセリフを口にする。